# Rouvres-la-Chétive
Rouvres-la-Chétive è un comune francese di 456 abitanti situato nel dipartimento dei Vosgi nella regione del Grand Est.

## Società

### Evoluzione demografica
Abitanti censiti